# Ravenscar
Ravenscar è un villaggio costiero nella parrocchia civile di Staintondale, distretto di Scarborough, North Yorkshire, situato 16 km a nord di Scarborough. Fino agli inizi del XX secolo Ravenscar era noto come "Peak" o "The Peak".

## Geografia
Ravenscar è locato nel North York Moors National Park ed è attraversato dal Cleveland Way, un National Trail di 180 km che costituisce l'estremità orientale del Lyke Wake Walk. A nord del villaggio si trova Peak Alum Works, oggi sito National Trust, che in passato era un importante centro di produzione di allume. L'ultima fabbrica di allume chiuse nel 1871 a seguito dell'introduzione dei fissanti sintetici, che sostituirono l'allume nei processi di tintura delle fibre tessili. Nel villaggio si trova un mulino a vento dismesso, Peak Mill, costruito nel 1858.

## Storia
Ravenscar ospitò nel IV secolo una stazione dei segnali romana, parte di una linea di fortificazioni nota come costa sassone.
Nel 1540 la famiglia Beswick costruì una fattoria, nota come Peak House, sul sito in passato occupato da un forte romano del V secolo. Nel 1774 la proprietà venne acquistata da William Childs, capitano del reggimento Light Dragoons e divenuto proprietario di Alum Works, che vi costruì una residenza nota come Raven Hall. Alla sua morte la proprietà passo in eredità a sua figlia Ann, madre di Francis Willis. Quest'ultimo, arricchitosi grazie alla professione medica esercitata per il sovrano, costruì i giardini annessi e la cinta muraria merlata che oggi circonda la proprietà. Nel 1845 Raven Hall venne acquisita da William Hammond, che finanziò la costruzione della chiesa e del mulino di Ravenscar, e propugnò la costruzione di una stazione ferroviaria, la quale servì il paese tra il 1885 e il 1965. Alla sua morte, nel 1890, Raven Hall venne venduta e divenne in seguito un resort.
All'inizio del XX secolo vennero avviati progetti per cercare di trasformare il villaggio in un sito turistico, con la costruzione di nuove strade e fognature, tuttavia la località non acquisì particolare popolarità.

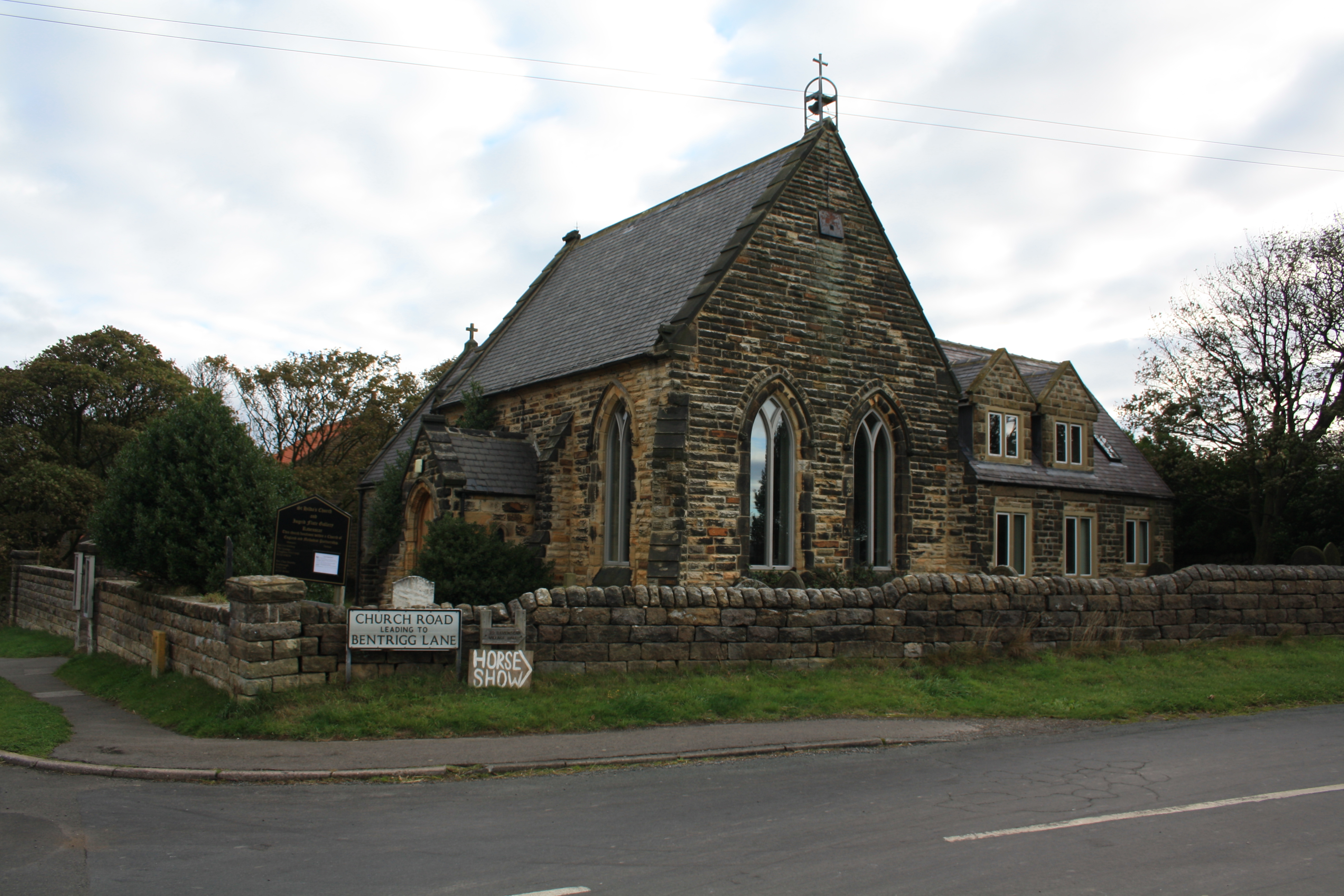
Chiesa di Ravenscar, dedicata a sant'Ilda
Rovine di Peak Alum Works
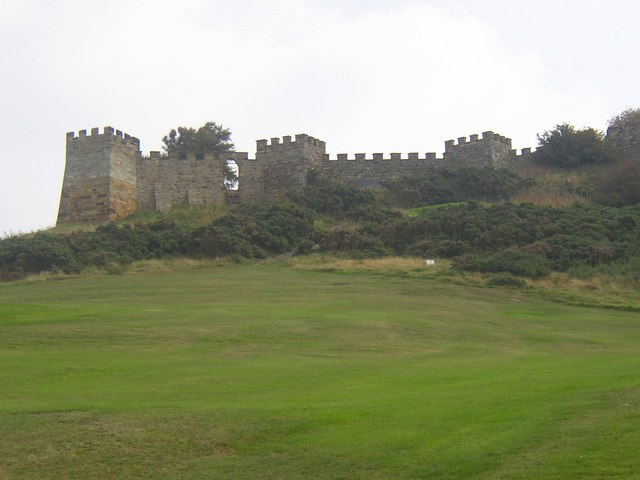
Mura merlate intorno a Raven Hall